# Latino (mitologia)
Latino (in latino Lătīnŭs; ... – 1176 a.C.) era il re eponimo dei Latini, l'antico popolo italico pre-romano dell'Italia centrale. Si sposò con Amata, da cui ebbe Lavinia, futura sposa di Enea.

## Il mito

### Le origini
Sulla sua genealogia le tradizioni sono molto intricate e contraddittorie. Le versioni riguardanti la sua nascita possono essere suddivise in due filoni fondamentali: quello "ellenizzante", soprattutto di ambito greco, e uno "indigeno"
La versione "ellenizzante" pone a sua volta diverse ipotesi:
- Una lo vuole figlio di Ulisse e di Circe;[2]
- Un'altra versione afferma che era figlio di Ulisse e della ninfa Calipso;[3]
- C'è chi afferma che Latino era non un figlio, ma un nipote di Ulisse, quindi figlio di Telemaco e di Circe;[4]
- Secondo una tradizione più antica era fratello di Greco, e uno dei figli di Zeus e Pandora.[5]

La versione ideata da Virgilio e riportata nell'Eneide fa di Latino un figlio di Fauno, dio locale indigeno, e della dea di Minturno, chiamata Marica.
Ma anche questa tradizione non è univoca. Secondo la leggenda legata al culto del dio Ercole, Latino era frutto di uno dei suoi amori con una fanciulla del Lazio; a seconda delle versioni:
- Palanto, una prigioniera Iperborea che l'eroe aveva ricevuto come ostaggio dal padre di lei. Essa sarebbe l'eponima del colle Palatino.
- la moglie del re Fauno, che il dio aveva concesso all'eroe;
- la figlia del dio, secondo un'ulteriore versione.

### Latino in Tito Livio
Tito Livio riporta due diverse versioni dell'incontro tra il re Latino ed Enea, avvenuto dopo che gli esuli troiani erano sbarcati nel territorio di Laurentum.
Secondo la prima, ci fu uno scontro con gli abitanti del posto, vinto dai troiani, in seguito al quale il re Latino fece la pace con i troiani. Per un'altra versione, il re Latino, con gli eserciti già schierati, volle sapere dal comandante avversario, chi fossero e quale fosse la loro storia. Venuto a conoscenza della loro identità e della loro storia, pieno di ammirazione, tese la mano ad Enea in segno di pace.
Al patto pubblico, il trattato di alleanza tra il re Latino ed Enea, segue un patto privato, per il quale Latino concede, in moglie ad Enea, sua figlia Lavinia.
Il matrimonio tra Enea e Lavinia scatenò la rabbia di Turno, re dei Rutuli, cui, precedentemente lo sbarco dei troiani, era stata promessa Lavinia. Pertanto Turno entrò in guerra contro sia Enea sia Latino contemporaneamente. I Rutuli furono vinti, ma nello scontro Latino morì.

### Latino in Dionigi di Alicarnasso
Secondo Dionigi di Alicarnasso, il re Latino, già impegnato in una guerra contro i Rutuli, e temendo la forza degli invasori troiani schieratisi alla greca all'apparire dei Latini, dopo aver parlamentato con Enea, gli propose un'alleanza, per la quale i Troiani sarebbero stati alleati dei Latini nella guerra contro i Rutuli, in cambio delle terre necessarie per fondare una propria colonia.
Nel racconto di Dionigi, il re Latino morì due anni dopo l'arrivo di Enea, quattro anni dopo la presa di Troia, prima che si arrivasse allo scontro definitivo con i Rutuli.

### Latino nell'Eneide

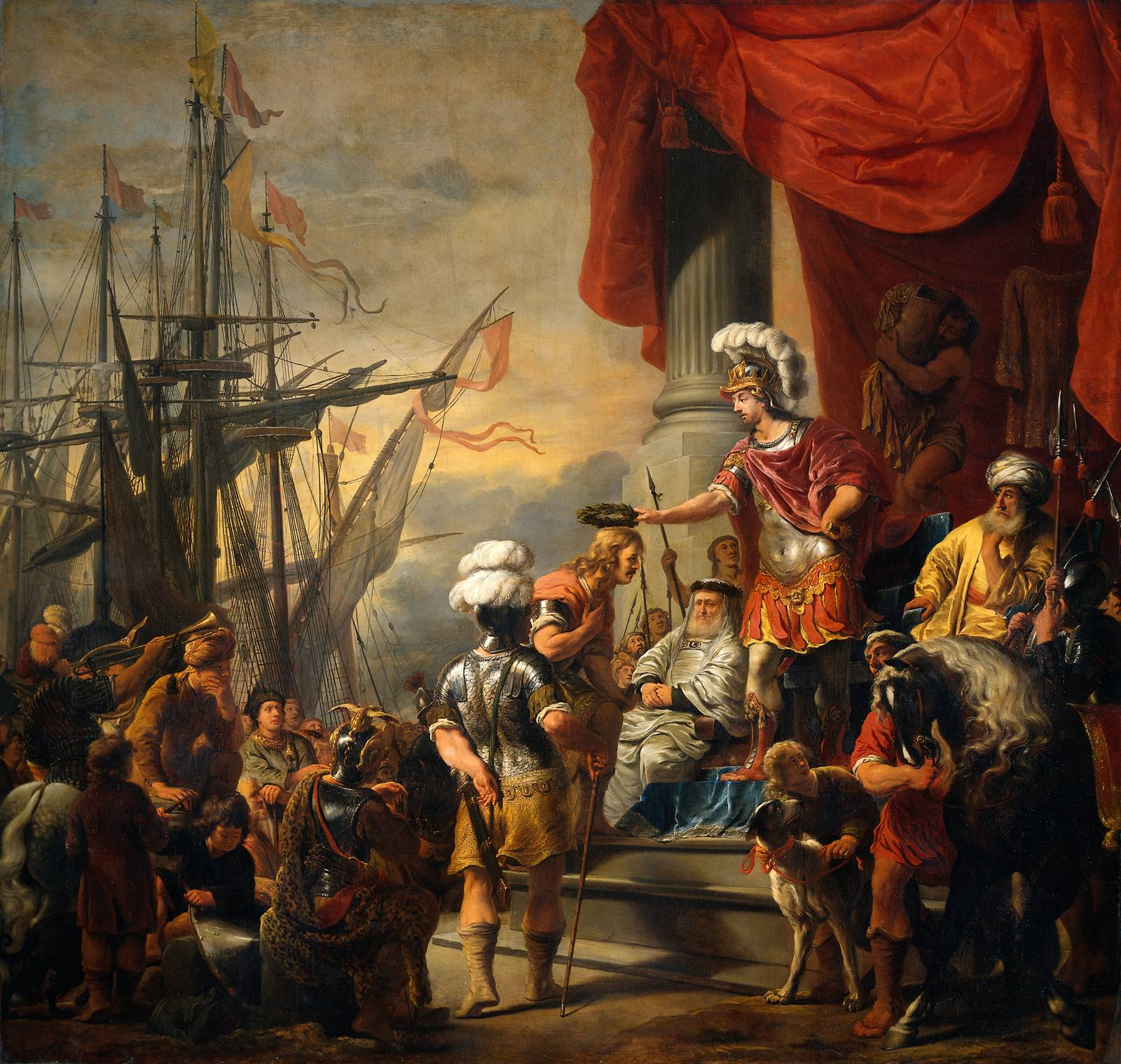
Enea alla corte del re Latino, olio su tela di Ferdinand Bol (1661-1663)

Secondo l'Eneide di Virgilio, poema che esalta il nuovo Impero romano e in particolare Augusto, Latino accoglie Enea in fuga da Troia, quando questi approda sul litorale del Lazio. Per creare un'alleanza con l'eroe troiano, e attenendosi al volere degli dèi come indicatogli da un oracolo, Latino decide di offrire a Enea la mano della figlia Lavinia, suscitando il risentimento di Turno, cui la fanciulla era stata promessa in sposa. La causa scatenante della guerra nel Lazio è però l'uccisione di Almone, giovane cortigiano del re, durante una rissa scoppiata tra Latini e Troiani.

## Latino nell'arte
Si ricordano due opere pittoriche raffiguranti il re italico: 
- Enea alla corte del re Latino di Ferdinand Bol

- Latino offre in matrimonio Lavinia a Enea di Giambattista Tiepolo